# Vinko Fererski
Sveti Vinko Fererski (špa. Vicente Ferrer, eng. Vincent Ferrer; Valencia, Španjolska, 23. siječnja 1350. - Vannes, Francuska, 5. travnja 1419.) bio je španjolski svetac, dominikanac i propovjednik
Godine 1340. Vinkov otac, Guilherme Ferrer oženio je Constâncu Miguel, čija je obitelj bila integrirana u plemstvo tijekom Kraljevine Valencije. Vinko je svojim roditeljima bio četvrto dijete. Njegov brat, Bonifácio Ferrer, bio je poglavar braće kapucina i obavljao je važne diplomatske misije za protupapu Benedikta XIII.
Klasične studije započeo je s osam, a studij teologije i filozofije s četrnaest godina. U mladosti u razdoblju od tri godine čitao je samo Sveto pismo i na kraju ga je naučio napamet. Imao je dvojbe i napasti oko toga, da li da napusti školovanje za svećenika. Roditelji su mu savjetovali, da radije postane župnik, a ne redovnik. Ipak, uspješno je završio školovanje za dominikanskog redovnika. Nakon svečanih zavjeta objavio je raspravu o dijalektičkim pretpostavkama, a 1379. zaređen je za katoličkog svećenika dominikanca u Barceloni. Naposljetku je postao magistar teologije i dominikanski red ga je zadužio da drži predavanja iz filozofije. Zatim je poslan u Barcelonu i na kraju na Sveučilište u Lleidi, gdje je stekao doktorat iz teologije. Od 1385. do 1390. predavao je teologiju na katedralnoj školi u Valenciji. Opisan je kao čovjek srednje visine, visokog čela i vrlo jasnih crta lica. Kosa mu je bila svijetle boje, oči su mu bile vrlo tamne i izražajne. Glas mu je bio jak i moćan.
Živio je u vrijeme Zapadnog raskola (1378. – 1417.), kada su postojali papa u Rimu i protupapa u Avignonu. Sukob nije bio zbog teoloških, nego zbog političkih i nacionalnih razloga. U to vrijeme bio je papa Talijan Urban VI. u Rimu i protupapa Francuz Klement VII. u Avignonu. Vinko je bio uvjeren, da je Klement VII. pravi papa. Godine 1379. Vinko je djelovao s kardinalom Pedrom de Lunom, legatom aragonskog dvora, koji je kasnije naslijedio Klementa VII. i postao protupapa Benedikt XIII. Vinko je bio jedan od njegovih najvećih pobornika. Još za vrijeme života Vinka Fererskog, završio je Zapadni raskol i bio je izabran samo jedan novi papa. Vinko je kasnije tvrdio da je Zapadni raskol imao toliko depresivan učinak na njegov um, da je bio ozbiljno bolestan zbog toga.
U Salamanci ga je kraljica Jolanda Aragonska izabrala za svog ispovjednika, između 1391. i 1395. Tijekom tog razdoblja, inkvizicija ga je istraživala jer je javno propovijedao da je "Juda činio pokoru". Međutim, njegov zaštitnik Pedro de Luna, imenovan protupapom Benedikt XIII., uzeo je slučaj u svoje ruke i spalio dokumente procesa. Benedikt XIII. pozvao ga je u Avignon i imenovao svojim ispovjednikom, a Vinko je kasnije odbio biti imenovan kardinalom.
Za Vinka se kaže da je odgovoran za obraćenje mnogih Židova na katoličanstvo, za neke upitnim metodama, a po katolicima preko svoga propovijedanja. Prema Katoličkoj enciklopediji, pridobio je svojim propovijedanjem, prema procjeni oko 25,000 Židova. Jedan od njegovih obraćenika, bivši rabin po imenu Solomon ha-Levi, postao je biskup Cartagene, a kasnije nadbiskup Burgosa.
Vinko je sudjelovao u rješenju značajne političke krize u svojoj domovini. Kralj Martin I. Aragonski umro je 1410. bez legitimnog nasljednika, a pet potencijalnih kandidata pojavilo se da zatraži prijestolje, svi s kraljevskim krvnim linijama. Određeno je da će odbor od devet uglednih osoba, po tri iz Aragona, Katalonije i Valencije (područja koja čine Aragonsku krunu), pregledati kvalifikacije kandidata i izabrati sljedećeg kralja. Vinko je izabran kao jedan od predstavnika Valencije, a glasao je za kastiljskog princa Ferdinanda od Antequere, koji je postao sljedeći kralj Aragona. Dana 28. lipnja, Vinko je javno proglasio Ferdinanda za kralja Aragona. Proces kojim je Ferdinand određen za sljedećeg kralja poznat je kao kompromis u Caspeu.
Tijekom dvadeset godina, Vinko Fererski putovao je Zapadnom Europom propovijedajući, posebno potvrđujući potrebu za obraćenjem zbog konačnog suda, zbog čega su ga nazvali "Anđeo Apokalipse". Njegov je život bio obilježen strogom askezom, siromaštvom i gorljivim propovijedanjem. Bio je vrstan i popularan propovjednik. Njegov stil propovijedanja opisan je kao "inovativni po tome što je inkorporirao popularan ton i retoričku izravnost u (tada tradicionalnu) skolastičku, tematsku strukturu propovijedi". Svjetski užici i časti za njega nisu ništa značili. Na njegov stol, meso nikada nije dolazilo, a kroz 40 godina, osim nedjeljom jeo bi samo jedanput na dan. Ležaj mu se sastojao od slame i vinove loze.
Propovijedao je Koleti iz Corbija u Francuskoj i časnim sestrama njene zajednice, a ona mu je rekla da će umrijeti u Francuskoj. Kasnije je nakon smrti, Koleta proglašena svetom. Previše bolestan da bi se vratio u Španjolsku, Vinko je doista preminuo u Bretanji u Francuskoj 1419. godine. Bretonski ribari još uvijek ga zazivaju u pomoć u olujama, a u Španjolskoj je on zaštitnik sirotišta.
Svetim ga je proglasio papa Kalist III. u dominikanskoj crkvi Santa Maria sopra Minerva u Rimu 3. lipnja 1455. godine.